# 에바 하버만
에바 하버만(Eva Habermann, 1976년 1월 16일 ~ )은 독일의 배우이다.

## 출연 작품
- 마라 앤 더 파이어브링거 (2015)
- 아발란체 (2008)
- 더 크라운 (2005)
- 캐스팅 어바웃 (2004)
- 살인 목격자 (2001)
- 렉스 : 다크 존 (1997)